# Košická futbalová aréna
Das Košická futbalová aréna (kurz: KFA, deutsch Fußballarena Košice) ist ein Fußballstadion in der zweitgrößten slowakischen Stadt Košice. Es wurde wenige hundert Meter südlich des Všešportový areál (deutsch Mehrsportareal, 1976–2011) errichtet. Die Anlage ist die Heimspielstätte des 2018 gegründeten Fußballvereins FC Košice (momentan in der Niké liga, der höchsten Spielklasse des Landes). Bei der Eröffnung im Februar 2022 bestand das Stadion aus den beiden Längstribünen und bot 5836 Sitzplätze. Seit dem vollen Ausbau mit den beiden Rängen hinter den Toren stehen 12.555 Plätze zur Verfügung. Darüber hinaus bieten sich 328 Parkplätze.

## Geschichte
Ab 2013 investierte der Staat Slowakei in die Modernisierung alter wie auch in den Bau neuer Sportstätten im Land. Am 16. Juni 2014 wurde durch den Beschluss Nr. 993 des Stadtrats von Košice die Košická Futbalová Aréna a.s. gegründet. Das Hauptziel der Aktiengesellschaft ist die Absicherung der Errichtung eines neuen städtischen Fußballstadions mit Trainingsplätzen und benötigter Infrastruktur. Weiterer Punkt ist die Schaffung geeigneter Rahmenbedingungen für die Förderung und Entwicklung des Jugendfußballs. Das moderne Fußballstadion soll die Anforderungen der UEFA-Kategorie 4 erfüllen und für Liga- und Länderspiele sowie weitere Sportveranstaltungen und auch die Kultur genutzt werden kann. Im März 2018 wurde, nach Beendigung der öffentlichen Ausschreibung, ein Konsortium aus AVA-stav aus Galanta und OHL ŽS SK aus Bratislava für die Errichtung in drei Phasen ausgewählt. Am 17. April wurde der Vertrag zwischen dem Konsortium und der Stadt unterzeichnet. Die Baukosten von 19,47 Mio. Euro ohne Mehrwertsteuer setzen sich aus 14,115 Mio. Euro für die Errichtung von Phase 1 (Längstribünen) und die Phase 2 und 3 (Hintertortribünen) mit 2,935 Mio. bzw. 2,42 Mio. Euro zusammen.
Der Bau der ersten Phase sollte 19 Monate nach Vertragsabschluss beendet sein. Am 29. Oktober des Jahres begann das Bauprojekt auf dem Gelände des zukünftigen Stadions mit einem symbolischen Anstoß. Die ersten fünf Monate waren für die Projektplanung und das Einholen der Baugenehmigungen verplant. Die restlichen 14 Monate sahen die Bauarbeiten vor. Für Phase 2 und 3 wurden jeweils zehn Monate vereinbart. Nach Abschluss der ersten Phase wurde das Stadion in der UEFA-Kategorie 3 eingestuft. Nach vollem Ausbau erfüllt es wegen der höheren Zuschauerkapazität die UEFA-Kategorie 4. Das Ministerium für Bildung, Wissenschaft, Forschung und Sport der Slowakei unterstützt die Errichtung mit vier Mio. Euro. Das Finanzministerium des Landes steuert acht Mio. Euro bei.
Die erste Phase mit den beiden Längstribünen als funktionstüchtiges Stadion kostete mit über 15 Mio. Euro mehr als die geplanten rund 14 Mio. Euro. Die gesamten Kosten stiegen auf 20,82 Mio. Euro. Am 23. September 2020 besichtigte Ján Kováčik, der Präsident des nationalen Fußballverbandes Slovenský futbalový zväz (SFZ), zusammen mit Bürgermeister Jaroslav Polaček sowie Vizebürgermeister und Vorstandsvorsitzender der KFA, Marcel Gibóda, die Košická futbalová aréna. Kováčik verhandelte mit Ivan Husár, dem Staatssekretär für Sport. Sie waren sich einig, dass  es äußerst wichtig ist, dass die Fußballarena Košice vollständig fertiggestellt wird. Die Vertreter der Stadt und der KFA mussten dem Staatssekretär das aktuelle Budget für den Bau der zwei ausstenhenden Tribünen vorlegen. Neben fünf Mio. Euro für die gesamte Fertigstellung wurden auch 1,6 Mio. Euro für die Innenausstattung wie u. a. die technische Ausstattung, die Einrichtung von Büros und die Umkleidekabinen benötigt. Ende 2020 war die Phase 1 des KFA praktisch fertig. Nur der Spielfeldrasen fehlte noch. Durch die Auswirkungen der COVID-19-Pandemie und die Lücke in der Finanzierung war der weitere Verlauf unklar.
Im März 2021 wurde das Stadion behördlich in Betrieb genommen. Mit einem Fußballspiel war aber in den kommenden Monaten nicht zu rechnen. Im November des Jahres begann die Verlegung des Rollrasens auf dem Spielfeld. Der Rasen stammt von einer Plantage in der Nähe der ungarischen Hauptstadt Budapest und ergab insgesamt 25 LKW-Ladungen. Ende 2021 bewilligte die slowakische Regierung vier Mio. Euro zur Fertigstellung der Arena als Sportinfrastruktur von nationaler Bedeutung. Der Vorschlag kam aus dem Bildungsministerium, der am 8. Dezember 2021 von der Regierung gebilligt wurde. Das Geld sollte ursprünglich 2022 den Sportförderungsfonds zugutekommen.
Ende Dezember des Jahres wurde bekannt, dass die Stadt das Angebot von AVA-stav und OHL ŽS SK für Phase 2 und 3 über 5,6 Mio. Euro nicht annehmen wird. Stattdessen wird die Stadt eine neue öffentliche Ausschreibung für einen neuen Auftragnehmer starten. Dies verzögert das Projekt leicht, aber die Kosten sollen die öffentliche Hand so wenig wie möglich belasten. Die Preis-Leistungs-Abteilung (Úlohou Útvaru hodnoty za peniaze, ÚHP) des slowakischen Finanzministeriums bewertete den vorgeschlagenen Preis der Fertigstellung in Höhe von 4,6 Mio. Euro. Sie diente auch als Grundlage für die Bewilligung des staatlichen Zuschusses in Höhe von vier Mio. Euro, die die Regierung bei ihren Verhandlungen für die Fertigstellung des KFA bereitgestellt hatte. Nach gründlicher Analyse der Optionen entschied man sich zur neuen Ausschreibung. Die Košická futbalová aréna sei nach Angaben von Marcel Gibóda einsatzbereit für die Heimspiele des FC Košice. Bis Ende 2024 stehen die vier Mio. Euro der Regierung für die komplette Fertigstellung zur Verfügung.
Am 12. Februar 2022 fand in der neuen Fußballarena mit einem Freundschaftsspiel zwischen dem FC Košice und dem FK Slavoj Trebišov (2:0) die erste Begegnung statt. Sie fand, bis auf Fanclubmitglieder, ohne Zuschauer statt. Den ersten Treffer erzielte Samuel Gladiš. Das offizielle Eröffnungsspiel sollte später folgen.
Mitte März 2024 stand die Košická futbalová aréna mit vier Rängen kurz vor der Fertigstellung. Es lief der Innenausbau. Am 1. Mai des Jahres war die Fußballarena Schauplatz des Endspiels im slowakischen Fußballpokals. Vor dem Spiel des MFK Ružomberok gegen Spartak Trnava (1:0) gab es eine Eröffnungszeremonie. Das KFA wurde in die UEFA-Stadionkategorie 4 zertifiziert.

## SK Dnipro-1
Mit einem dritten Platz in der ukrainischen Premjer-Liha 2021/22 qualifizierte sich der Fußballverein SK Dnipro-1 für die Play-offs der UEFA Europa League 2022/23. Das Heimspiel trug der ukrainische Club, aufgrund des russischen Überfalls auf die Ukraine 2022, am 18. August 2022 im Stadion in Košice aus. Der Club verlor im KFA vor 3450 Zuschauern mit 1:2 gegen den zyprischen Vizemeister AEK Larnaka. Da auch das Rückspiel am 25. August mit 0:3 verloren ging, zog Dnipro-1 in die Gruppenphase der untergeordneten UEFA Europa Conference League 2022/23 ein. Um auch diese Partien austragen zu können, erhielt die Arena für die Saison eine Ausnahmegenehmigung des europäischen Fußballverbandes UEFA. Die Geschäftsführung der Košická Futbalová Aréna a.s. und der ukrainische Club unterzeichneten am 11. August 2022 eine Kooperationsvereinbarung. Zusätzlich wird ein temporäres Trainingszentrum für die ukrainische Mannschaft errichtet. Am 26. August wurde der SK Dnipro-1 in die Gruppe E zu AZ Alkmaar (Heimspiel: 8. September), dem FC Vaduz (6. Oktober) und Apollon Limassol (27. Oktober) gelost. Nach einem zweiten Platz in der Gruppe traf man in den Play-offs der Zwischenrunde auf den AEK Larnaka. Nach einem 0:1 im Auswärtsspiel kam der SK Dnipro-1 in Košice vor 3527 Zuschauern nicht über ein 0:0 heraus und unterlag wieder gegen die Zyprer.

## Galerie

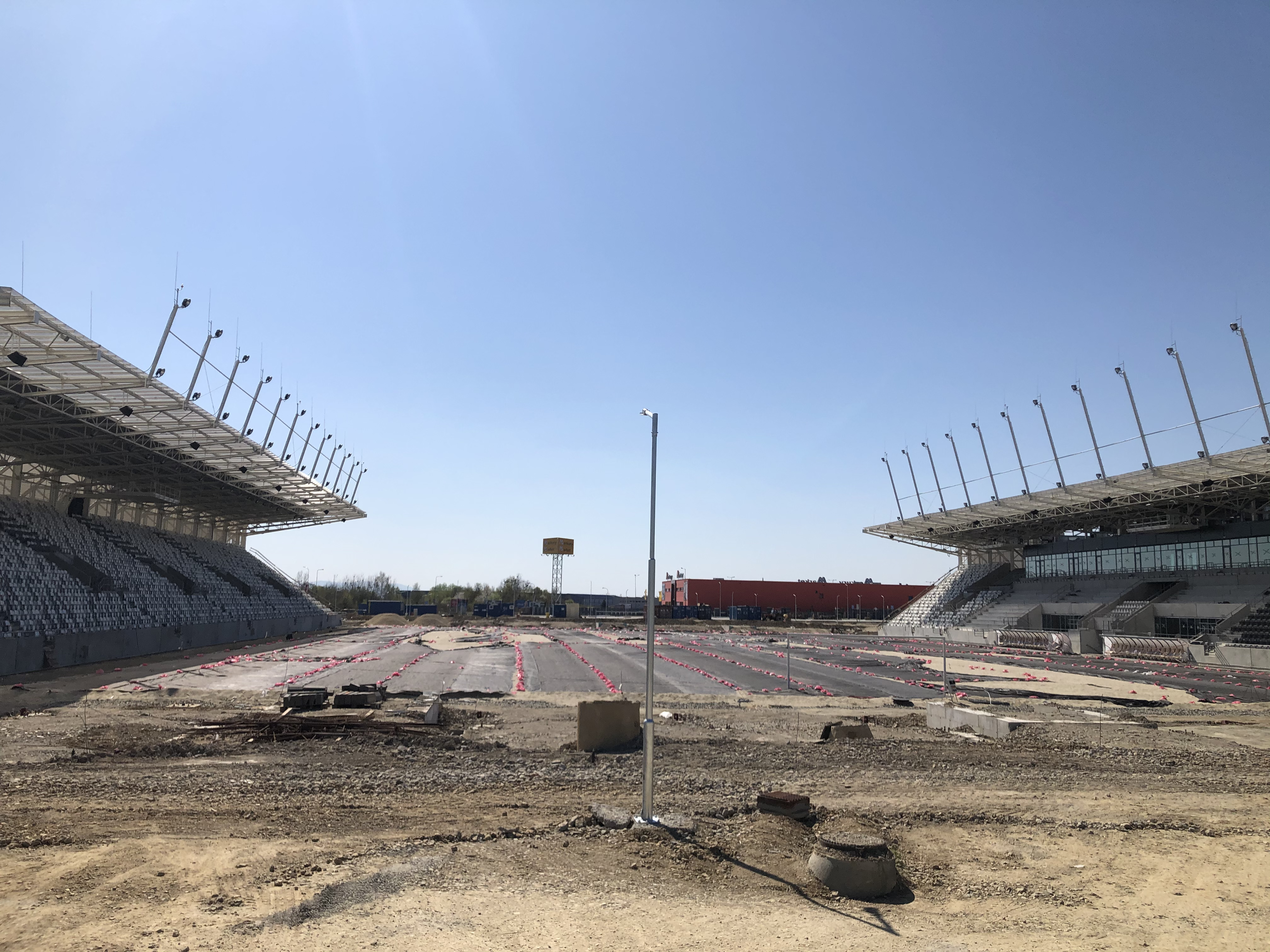
Die Baustelle im April 2020
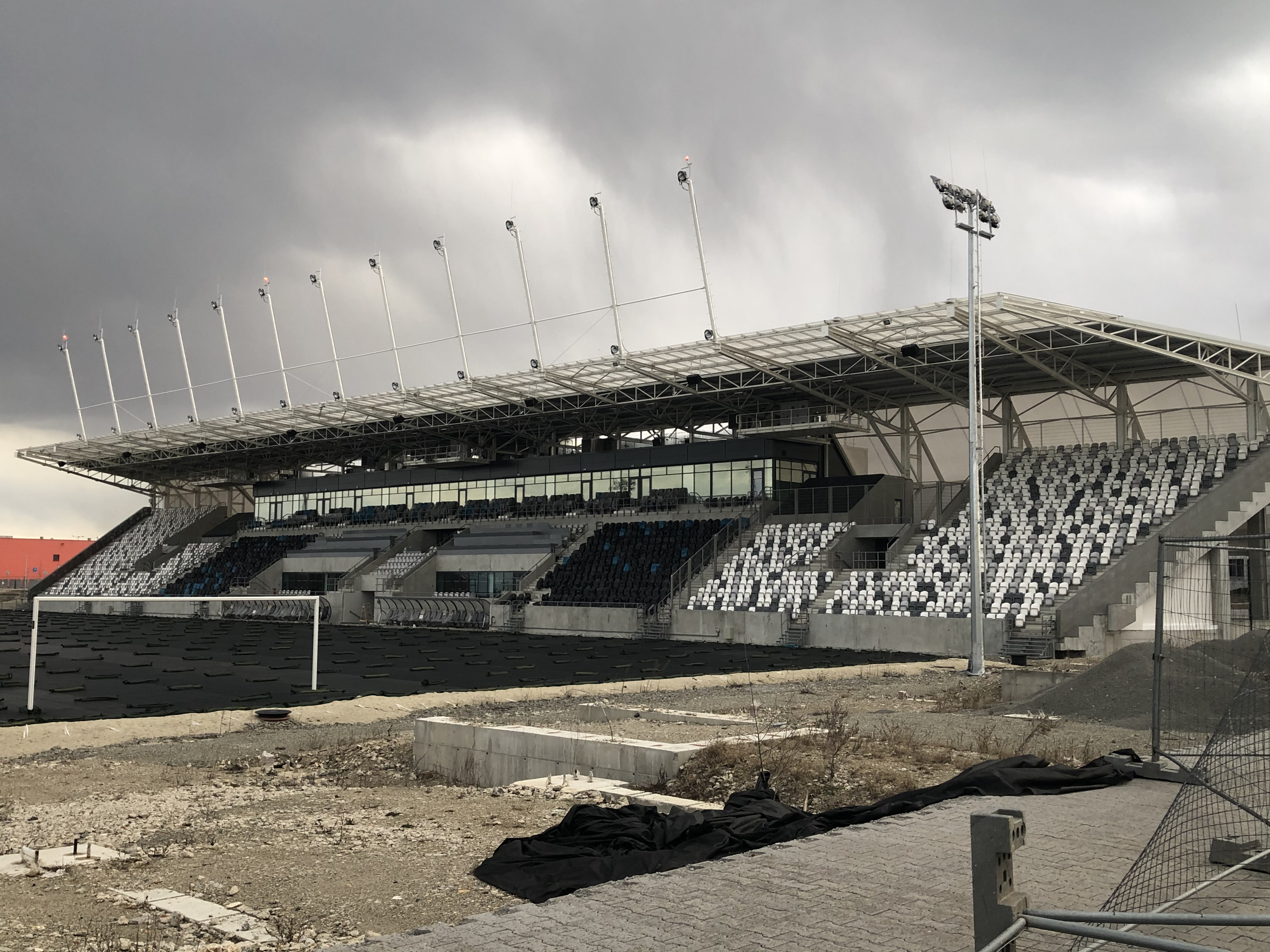
Tribüne A (Haupttribüne) im März 2021
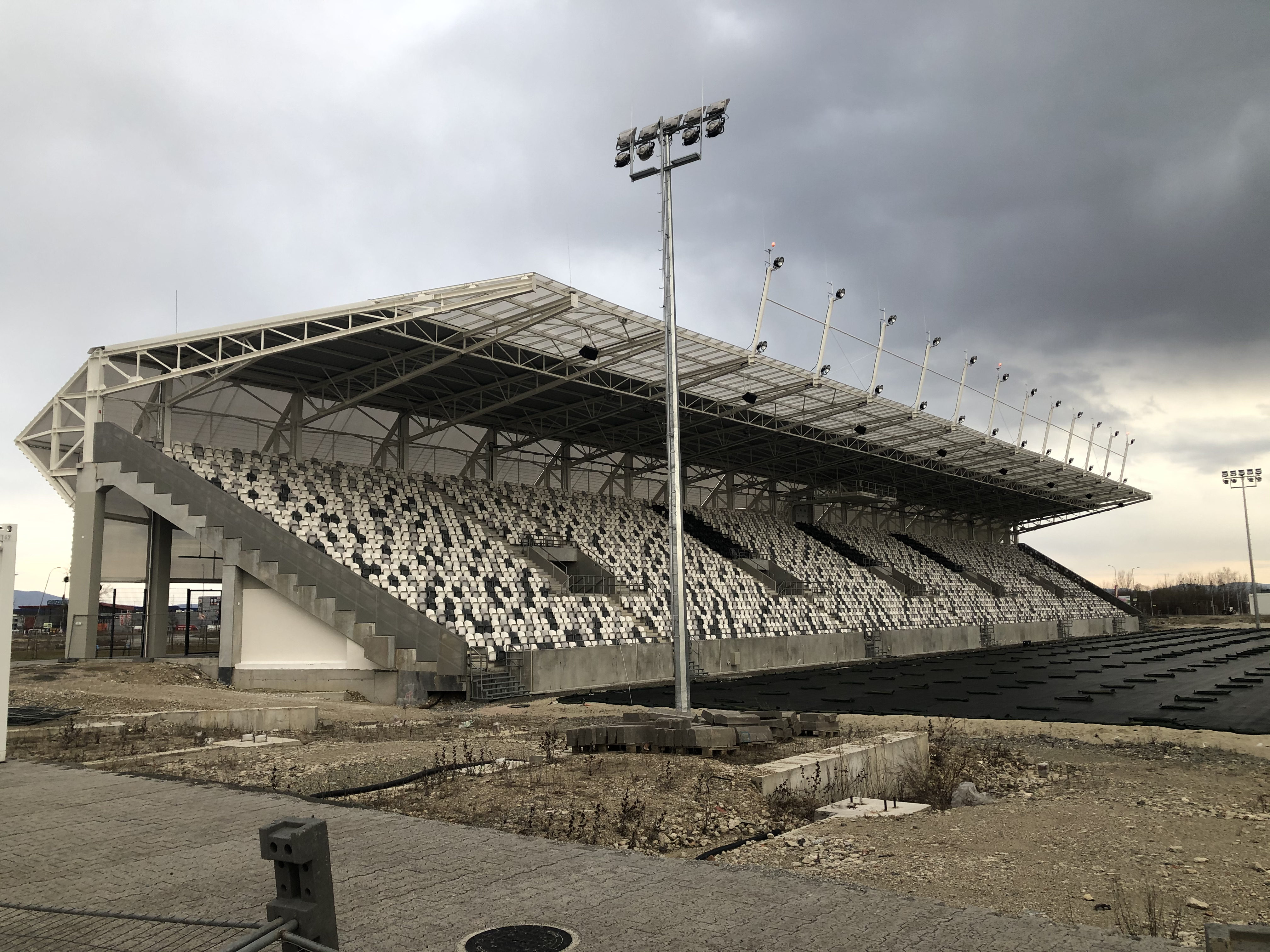
Tribüne C (Gegentribüne) im März 2021
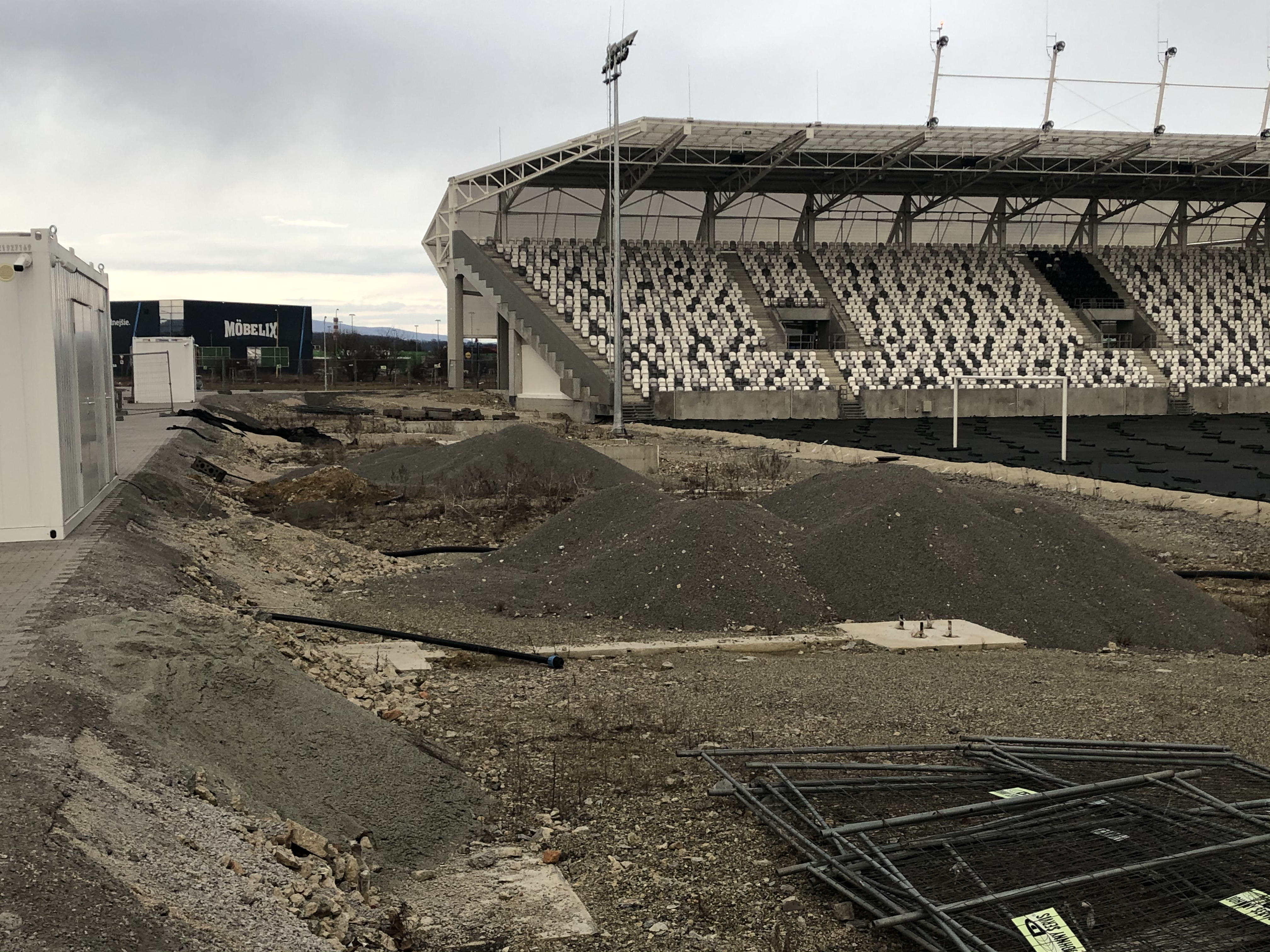
Für den Bau vorbereitete Fläche einer der südlichen Hintertortribünen im März 2021
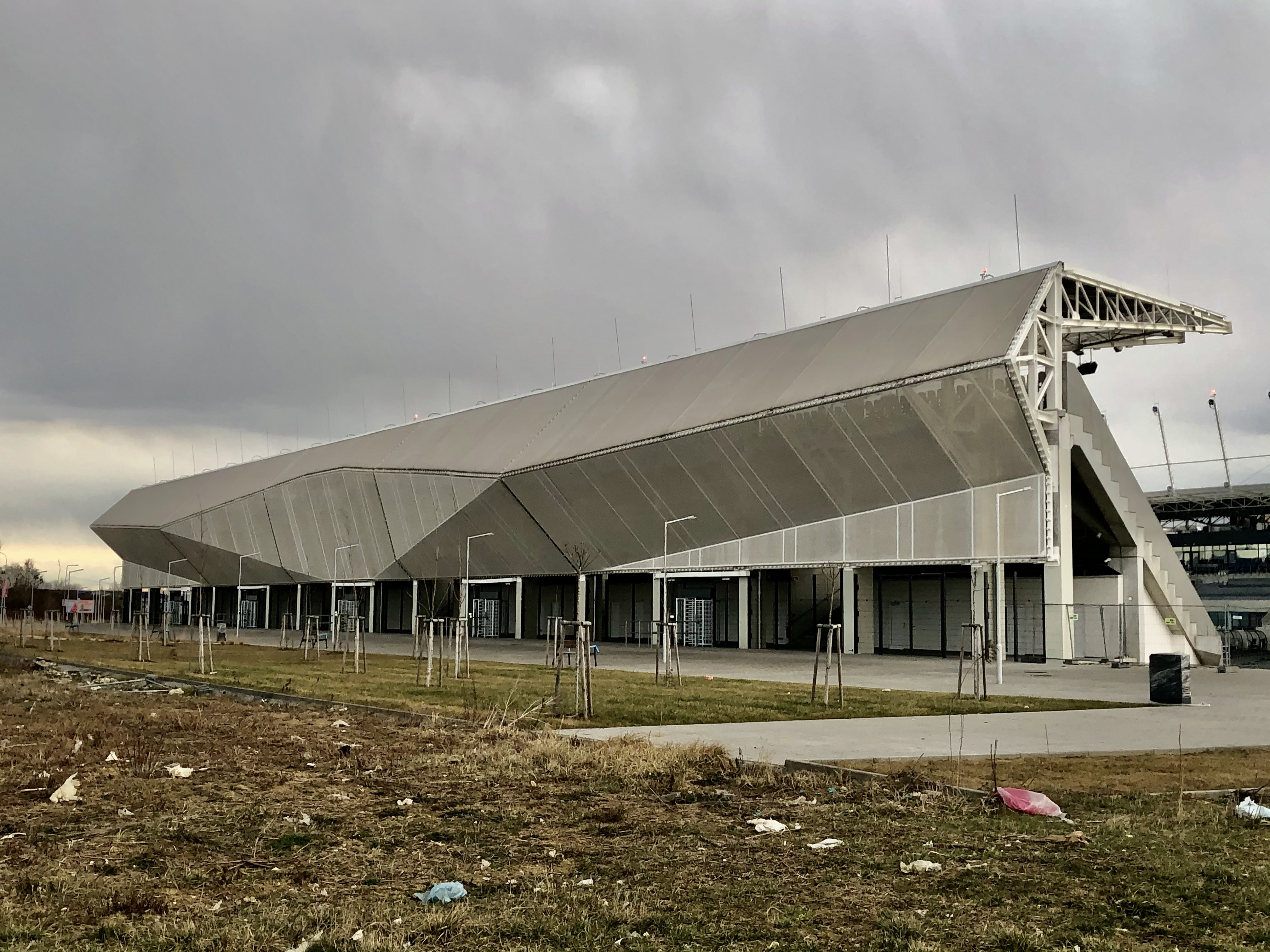
Rückseite der Tribüne C im März 2021
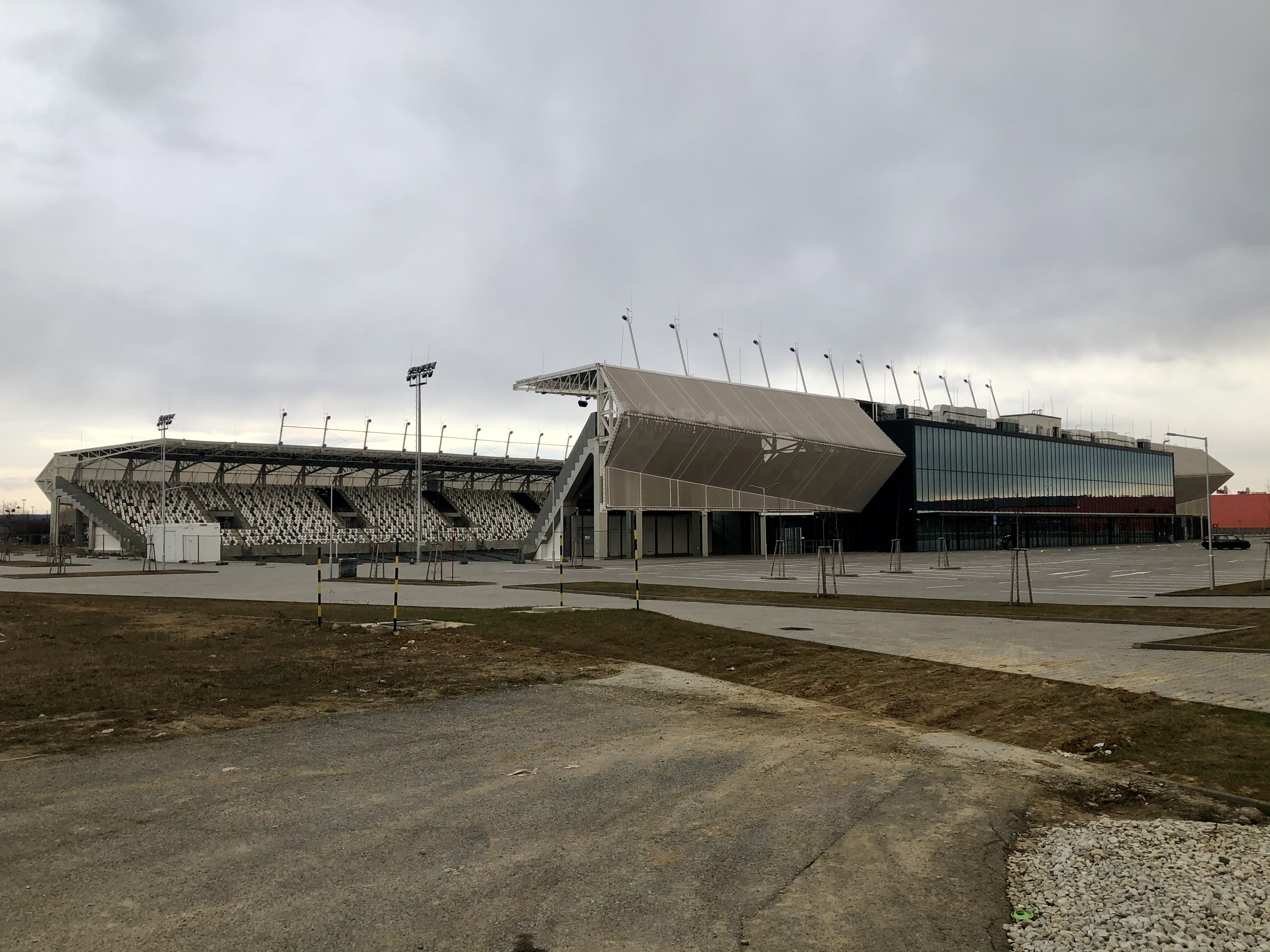
Die Košická futbalová aréna im März 2021